# Sollevamento pesi ai Giochi della XXXIII Olimpiade - 102 kg maschile
La gara di sollevamento pesi della categoria fino a 102 kg maschile dei Giochi della XXXIII Olimpiade di Parigi si è svolta il 10 agosto 2024 presso il Paris Expo Porte de Versailles. La competizione è stata vinta dal cinese Liu Huanhua, mentre l'argento e il bronzo sono andati rispettivamente all'uzbeko Akbar Djuraev (come a Tokyo 2020) e al bielorusso Jaŭhen Cichancoŭ, che ha gareggiato come atleta individuale neutrale a causa dell'invasione russa dell'Ucraina del 2022.

## Risultati
| Pos. | Atleta                | Nazionalità                 | Strappo (kg) | Strappo (kg) | Strappo (kg) | Strappo (kg) | Slancio (kg) | Slancio (kg) | Slancio (kg) | Slancio (kg) | Totale |
| Pos. | Atleta                | Nazionalità                 | 1            | 2            | 3            | Risultato    | 1            | 2            | 3            | Risultato    | Totale |
| ---- | --------------------- | --------------------------- | ------------ | ------------ | ------------ | ------------ | ------------ | ------------ | ------------ | ------------ | ------ |
|      | Liu Huanhua           | Cina                        | 178          | 183          | 186          | 186          | 220          | 228          | 233          | 220          | 406    |
|      | Akbar Djuraev         | Uzbekistan                  | 180          | 185          | 189          | 185          | 219          | 224          | 232          | 219          | 404    |
|      | Jaŭhen Cichancoŭ      | Atleti Individuali Neutrali | 176          | 178          | 183          | 183          | 214          | 219          | 228          | 219          | 402    |
| 4    | Garik Karapetyan      | Armenia                     | 180          | 186          | 186          | 186          | 212          | 218          | 218          | 212          | 398    |
| 5    | Irakli Chkheidze      | Georgia                     | 171          | 176          | 179          | 179          | 214          | 214          | 224          | 214          | 393    |
| 6    | Lesman Paredes        | Bahrein                     | 181          | 186          | 188          | 181          | 211          | 218          | 218          | 211          | 392    |
| 7    | Ramiro Mora Romero    | Atleti Olimpici Rifugiati   | 161          | 166          | 168          | 166          | 201          | 206          | 210          | 210          | 376    |
| 8    | Wesley Kitts          | Stati Uniti                 | 167          | 172          | 177          | 172          | 202          | 210          | 210          | 202          | 374    |
| 9    | Jang Yeon-hak         | Corea del Sud               | 173          | 179          | 180          | 173          | 200          | 211          | 221          | 200          | 373    |
| 10   | Döwranbek Hasanbaýew  | Turkmenistan                | 180          | 187          | 188          | 180          | 190          | 190          | 200          | 190          | 370    |
| —    | Ahmed Abuzriba        | Libia                       | 164          | 169          | 170          | 164          | —            | —            | —            | —            | —      |
| —    | Don Opeloge           | Samoa                       | 178          | 178          | 178          | —            | —            | —            | —            | —            | —      |
| —    | Faris Ibrahim El-Bakh | Qatar                       | 170          | 170          | 170          | —            | —            | —            | —            | —            | —      |